# Näcken bortför jungfrun
Näcken bortför jungfrun (klassifikation: SMB 20, TSB A 48) är en naturmytisk balladtyp som finns upptecknad i Sveriges Medeltida Ballader i 97 svenska varianter (varav 58 är finlandssvenska) från 1780-talet och framåt. 56 av varianterna består av eller är försedda med melodier.

## Handling
En jungfru (som i många varianter har svurit att aldrig gifta sig) luras att följa näcken, som har förklätt sig till en herreman. Han kör ned med henne i vattnet, och låter inte beveka sig av hennes böner om att få vända hem.
Några varianter är litet annorlunda. Större delen av handlingen i variant L (Necken Bejlare, upptecknad i Småland år 1839 av G. O. Hyltén-Cavallius) är mycket lik balladen Harpans kraft, SMB 22. I variant R (efter "hushållerskan" Joanna Falk från Halland, upptecknad av Selma Colliander ungefär år 1890) genomskådar jungfrun näckens förklädnad och 'nämner hans namn', vilket tvingar honom att släppa henne. I ett par varianter görs det tydligt att jungfrun dör.

## Paralleller på andra språk
Balladtypen finns också på danska som Nøkkens svig (DgF 39), på färöiska som Nykurs vísa (CCF 153), på isländska (IFkv 2), och på norska som exempelvis Nykken som belar eller Nykken og Heiemo.

## Inspelningar
Traditionsinspelning:
- Efter och inspelat med Svea Jansson år 1957, på grammofonskivan Den medeltida balladen, SR RELP 5003-5006